# Dansk Vestindiens guvernører
Liste over guvernører for Dansk Vestindien.
Det lykkedes Vestindisk-guineisk Kompagni at kolonisere den herreløse ø St. Thomas i maj 1672  efter et forgæves forsøg i 1666 under Jørgen Iversen Dyppel.

## Guvernører på St. Thomas og St. Jan
Fra 1675 gjorde Vestindisk-guineisk Kompagni også formelt krav på St. Jan, men øen blev reelt først koloniseret i 1718.
- Jørgen Iversen Dyppel, Guvernør på St. Thomas (25. maj 1672 – 4. juli 1680)
- Nicolai Esmit, Guvernør på St. Thomas (4. juli 1680 – november 1682)
- Adolph Esmit, Guvernør på St. Thomas (november 1682 – 7. maj 1684)

- Gabriel Milan, (7. maj 1684 – 27. februar 1686)
- Mikkel Mikkelsen, interim (27. februar 1686 – 29. juni 1686)
- Christopher Heins, (29. juni 1686 – marts 1687)
- Adolph Esmit, anden periode, interim (marts 1687 – oktober 1688)
- Christopher Heins, anden periode (oktober 1688 – oktober 1689)
- Johan Lorensen, (oktober 1689 – 17. september 1692)
- Frans de la Vigne, (17. september 1692 – 7. april 1693)
- Johan Lorensen, anden periode (7. april 1693 – 19. februar 1702)
- Claus Hansen, (19. februar 1702 – 8. februar 1706)
- Joachim Melchior von Holten, (8. februar 1706 – 21. december 1708)
- Diderich Mogensen, interim (21. december 1708 – 1710)
- Mikkel Knudsen Crone, (1710 – 8. august 1716)
- Erich Bredal, (8. august 1716 – april 1724)
- Otto Jacob Thambsen, (1. maj 1724 - 18. september 1724)
- Frederik Moth, interim (19. september 1724 – maj 1727)
- Hendrich von Suhm, (maj 1727 – 21. februar 1733)
- Philip Gardelin, (21. februar 1733 – 21. februar 1736)
- Frederik Moth, anden periode (21. februar 1736 – 13. april 1744) – også guvernør for St. Croix
- Jacob Schönemann, (1740 – 1744)
- Christian von Schweder, (13. april 1744 – 25. april 1747)
- Christian Suhm, (25. april 1747 – 1758)

## Guvernører på St. Croix
St. Croix blev købt af Frankrig i 1733.
- Frederik Moth, Guvernør på St. Croix (8. januar 1735 – 15. mai 1747)
- Gregers Høg Nissen, Interimsstyrer for St. Croix (24. februar 1736 – 16. april 1744)
- Paul Lindemark,  Interimsstyrer for St. Croix  (16. april 1744 – 15. mai 1747)
- Jens Hansen,  Guvernør på St. Croix (15. mai 1747 – december 1751)
- Peter Clausen,  Guvernør på St. Croix (december 1751 – 1758)

I 1755 blev Dansk Vestindien solgt af Vestindisk-guineisk Kompagni til kong Frederik V af Danmark og blev dermed en kronkoloni. Dansk Vestindien blev herefter frem til 1848 ledet af en generalguvernør med residens i Christiansted på St. Croix. Øverste embedsmand på St. Thomas/St. Jan var herefter en guvernør, der var underlagt generalguvernøren.

## Generalguvernører
- Christian Leberecht von Pröck, Generalguvernør (1755 – 1766)
  - Harrien Felschauer, Guvernør på St. Thomas og St. Jan (1758 – 1760)
  - Johan Georg von John, Guvernør på St. Thomas og St. Jan (1760 – april 1764)
  - Ditlev Wilhelm Wildthagen, Guvernør på St. Thomas og St. Jan (april 1764 – november 1764)
  - Peter Gyntelberg, Guvernør på St. Thomas og St. Jan (november 1764 – 1765)
  - Ulrich Wilhelm von Roepstorff, Guvernør på St. Thomas og St. Jan (1765 – 1766)
- Peter Clausen, Generalguvernør (1766 – 1771)
  - Jens Nielsen Kragh, Guvernør på St. Thomas og St. Jan (1766 – 1773)
- Frederik Moth, Generalguvernør (1770 – 1772)
- Ulrich Wilhelm von Roepstorff, Generalguvernør (1772 – 1773)
- Heinrich Ludwig Ernst von Schimmelmann, Generalguvernør (juli 1773 – oktober 1773)
  - Thomas de Malleville, Guvernør på St. Thomas og St. Jan (1773 – 1796) – senere Generalguvernør (se under)
- Peter Clausen, Generalguvernør (oktober 1773 – 1784)
- Heinrich Ludwig Ernst von Schimmelmann, Generalguvernør, anden periode (1784 – 1787)
- Ernst Frederik von Walterstorff, Generalguvernør (1787 – 1794)
- Wilhelm Anton Lindemann, Generalguvernør (1794 – 1796)
- Thomas de Malleville, Generalguvernør (1796 – 1799)
  - Balthazar Frederik Mühlenfels, Guvernør på St. Thomas og St. Jan (1796 – 1800)
- Wilhelm Anton Lindemann, Generalguvernør, anden periode (1799 – 31. marts 1801)
  - Casimir Wilhelm von Scholten, Guvernør på St. Thomas og St. Jan (1800 – marts 1801)
  - John Clayton Cowell, Guvernør på St. Thomas og St. Jan (31. marts 1801 – 27. mars 1802) – Britisk besættelse
- Ernst Frederik von Walterstorff, Generalguvernør, anden periode (16. februar 1802 – 27. oktober 1802)
- Balthazar Frederik Mühlenfels, Generalguvernør (27. oktober 1802 – 1807)
  - Willum von Rømeling, Guvernør på St. Thomas og St. Jan (27. mars 1802 – 1803)
  - Casimir Wilhelm von Scholten, Guvernør på St. Thomas og St. Jan, anden periode (1803 – december 1807)
- Hans Christopher Lillienskjøld, Generalguvernør (marts 1807 – december 1807)
- Henry Bowyer, Generalguvernør (december 1807 – 1808) – britisk besættelse.
  - Guvernør McLean, Guvernør på St. Thomas og St. Jan (december 1807 – 20. november 1815) – Britisk besættelse.
- Peter Lotharius von Oxholm, Generalguvernør (1815 – 1816)
  - Christian Ludvig von Holten, Guvernør på St. Thomas og St. Jan (20. november 1815 – 1818)
- Johan Henrik von Stabel, Generalguvernør (maj, 1816 – juli, 1816)
- Adrian Benjamin Bentzon, Generalguvernør (1816 – 1820)
  - Peter von Scholten, Guvernør på St. Thomas og St. Jan (1818 – 1820), senere generalguvernør (se nedenfor)
- Carl Adolph Rothe, Generalguvernør (1820 – 1822)
  - Christian Ludvig von Holten, Guvernør på St. Thomas og St. Jan, anden periode (februar, 1920 – marts, 1820)
  - Peter von Scholten, Guvernør på St. Thomas og St. Jan, anden periode (april, 1820 – juli, 1820)
  - Carl Gottlieb Fleischer, Guvernør på St. Thomas og St. Jan (1820 – 1822)
- Johan Frederik Bardenfleth, Generalguvernør (1822 – 1827)
  - Carl Vilhelm Jessen, Guvernør på St. Thomas og St. Jan (1822 – 1823)
  - Peter von Scholten, Guvernør på St. Thomas og St. Jan, tredje periode (1823 – 1826)
  - Johannes Søbøtker, Guvernør på St. Thomas og St. Jan (1826 – 1829)
- Peter von Scholten, fungerende generalguvernør (1827-1835) generalguvernør (1835 – juli 1848).[2]
  - Frederik Ludvig Christian Pentz Rosenørn, Guvernør på St. Thomas og St. Jan (1829 – 1834)
  - Frederik von Oxholm, Guvernør på St. Thomas og St. Jan (1834 – 1836)
  - Johannes Søbøtker, Guvernør på St. Thomas og St. Jan, anden periode (1836 – 1848).
- Frederik von Oxholm, fungerende generalguvernør (juli 1848 – november 1848)
  - Hans Hendrik Berg, Guvernør på St. Thomas og St. Jan (1848)
- Peder Hansen, Regeringskommissionær / midlertidig guvernør (november, 1848 – 1851)
- - Frederik von Oxholm, Kommandant på St. Thomas og St. Jan, anden periode (1848 – 1852)
- Hans Ditmar Frederik Feddersen, Guvernør (1851 – 1855)
  - Hans Hendrik Berg, Kommandant på St. Thomas og St. Jan, anden periode (1853 – 1862)
- Johan Frederik Schlegel, Guvernør (1855 – 1861)
- Vilhelm Ludvig Birch, Guvernør (1861 – 1871)
- John Christmas, Guvernør (februar 1871 – juni 1871)
- Frantz Ernst Bille, fungerende guvernør (juni 1871 – juli 1872)
- Johan August Stakeman, fungerende guvernør (juli 1872 – september 1872)
- Janus August Garde, Guvernør (september, 1872 – 1881)
- Christian Henrik Arendrup, Guvernør (1881 – 1893)
- Carl Emil Hedemann, Guvernør (1893 – 1903)
- Herman August Jürs, Guvernør (1903 – 1904)
- Frederik Theodor Martin Mortensen Nordlien, Guvernør (1904 -1905)
- Christian Magdalus Thestrup Cold, Guvernør (1905 – 1908)
- Peter Carl Limpricht, Guvernør (1908 – 1911)
- Lars Christian Helweg-Larsen, Guvernør (1911 – 3. oktober 1916)
- Henri Konow, fungerende guvernør (3. oktober 1916 – 31. marts 1917)

Dansk Vestindien blev solgt til USA 12. december 1916 og overleveret til USA 31. marts 1917. USAs første guvernør var Edwin Taylor Pollock.